# Joss Ackland
Joss Ackland, właśc. Sidney Edmond Jocelyn Ackland (ur. 29 lutego 1928 w Londynie, zm. 19 listopada 2023 w Clovelly w hrabstwie Devon) – angielski aktor filmowy, wielokrotny odtwórca ról czarnych charakterów. Wystąpił w ponad 130 filmach. Nominowany do Nagrody BAFTA dla najlepszego aktora drugoplanowego za rolę baroneta Sir Henry’ego „Jocka” Delvesa Broughtona w dramacie kryminalnym Biała intryga (1987). Występował na West Endzie i Broadwayu.

## Filmografia
- Rasputin: Szalony zakonnik (1966) jako biskup
- Hitler – ostatnie 10 dni (1973) jako gen. Wilhelm Burgdorf
- Trzej muszkieterowie (1973) jako ojciec D’Artagnana
- Wiatraki śmierci (1974) jako Wray, szef wydziału
- Szpiegomania (1974) jako Martinson
- Wielkie nadzieje (1974) jako Joe Gargory
- Mały Książę (1974) jako król
- Fałszywy król (1975) jako Sapten
- Wodnikowe Wzgórze (1978) jako Czarny Królik z Inle
- Kto wykańcza europejską kuchnię? (1978) jako Cantrell
- Saint Jack (1979) jako Yardley
- Gruby szlif (1980) jako inspektor Vanderveld
- Zet i dwa zera (1985) jako Van Hoyten
- Lady Jane (1986) jako sir John Bridges
- Biała intryga (1987) jako sir Henry "Jock" Delves Broughton
- Sycylijczyk (1987) jako Don Masino Croce
- Queenie (1987; serial TV) jako sir Burton Rumsey
- Zabić księdza (1988) jako pułkownik
- Człowiek który mieszkał w hotelu Ritz (1988) jako Hermann Göring
- Zabójcza broń 2 (1989) jako Arjen Rudd
- Polowanie na Czerwony Październik (1990) jako Andrei Lysenko
- Jackie (1991; serial TV) jako Aristotelis Onasis
- Potężne Kaczory (1992) jako Hans
- Uciec, ale dokąd? (1993) jako Franklin Hale
- Jakub (1994) jako patriarcha Izaak
- Cud na 34. ulicy (1994) jako Victor Landberg
- Chłopak na dworze króla Artura (1995) jako Król Artur
- Śmiertelna podróż (1996) jako kapitan
- Picasso – twórca i niszczyciel (1996) jako Henri Matisse
- Kochankowie sztormowego morza (1997) jako pan Swaffer
- Blask ognia (1997) jako Lord Clare
- Mój przyjaciel olbrzym (1998) jako Monsignor Popescu
- K-19 The Widowmaker (2002) jako marszałek Zielencow
- Zakładnik (2002) jako pan Quarre
- I ja tam będę (2003) jako Evil Edmonds
- Krwawy tyran - Henryk VIII (2003) jako król Henryk VII Tudor
- Ikona (2005) jako gen. Nikolai Nikolayev
- Obłąkana miłość (2005) jako dr Jack Straffen
- Wiedźmikołaj (2006) jako Mustrum Ridcully
- Uroki życia (2007) jako Donald Vanston
- Plan bez skazy (2007) jako Milton Kendrick Ashtoncroft
- Crusoe (2008) jako sędzia Jefferies
- Pinokio – opowieść o chłopcu z drewna (2008) jako majster Ciliegia

## Życie prywatne
Jego żoną przez 51 lat była Rosemary Kirkcaldy (od 18 sierpnia 1951 do jej śmierci 25 lipca 2002). Mieli siedmioro dzieci: Melanie, Antonia, Penelope, Samantha, Kirsty, Paul (zmarł w 1982), Toby. Do 2006 roku Ackland doczekał się już 32 wnuków.